# Cratere Spur (Marte)
Spur  è un cratere sulla superficie di Marte.